# 红背桂花
红背桂花（学名：Excoecaria cochinchinensis）为大戟科海漆属下的一个种。

## 扩展阅读
維基物種上的相關：红背桂花